# Psychophysiology
Psychophysiology ist eine wissenschaftliche Fachzeitschrift, die vom Wiley-Blackwell-Verlag im Auftrag der Society for Psychophysiological Research veröffentlicht wird. Die Zeitschrift erscheint mit sechs Ausgaben im Jahr und veröffentlicht Arbeiten, die sich mit psychophysiologischer Wissenschaft beschäftigen.
Der Impact Factor lag im Jahr 2014 bei 2,986. Nach der Statistik des ISI Web of Knowledge wird das Journal mit diesem Impact Factor in der Kategorie Physiologie an 21. Stelle von 83 Zeitschriften, in der Kategorie Neurowissenschaften an 115. Stelle von 252 Zeitschriften und in der Kategorie Psychologie an 21. Stelle von 76 Zeitschriften geführt.